# 장검의 밤 (1992년)
장검의 밤(Night of the Long Knives)은 1992년 10월 31일에서 11월 1일 사이 아일랜드 공화국군 임시파(PIRA)가 아일랜드 인민해방기구(IPLO)를 공격해 굴복시킨 사건이다. IPLO는 마약 거래를 비롯한 범죄행위에 연루되어 있었고, 이들이 아일랜드 공화주의의 대의에 먹칠을 한다고 여긴 PIRA가 일종의 내부 자정행위로서 공격을 단행했다. 이 사건으로 IPLO는 해산되었다.

## 배경
아일랜드 인민해방기구(IPLO)는 1986년 사회주의 계열 준군사조직인 아일랜드 민족해방군(INLA)에서 제명당한 단원들 및 INLA의 노선에 동의하지 못한 내부 불만분자들이 모여서 만들어졌다. IPLO는 만들어진 즉시 사회주의적 아일랜드 공화주의 운동의 적통을 차지하기 위해 INLA를 지워버리는 것을 제1목표로 삼았다. 이후 1년가량 INLA와 IPLO 양측의 많은 사람들이 죽고 휴전이 이루어졌다. 이 과정에서 지미 브라운, 제러드 스틴슨, 톰 맥칼리스터 같은 요인들도 사망했다. 또한 INLA 참모총장 도미니크 맥글린치의 아내이며 그 역시 INLA 단원이었던 메리 맥글린치를 살해한 것도 IPLO라고 의심되지만 명확한 증거는 나오지 않았다.
IPLO는 1986년에서 1992년 사이에 22명을 죽였는데, 그 중 6명이 INLA 단원이고 12명이 민간인이었다. 내부 노선 헤게모니에만 골몰한 결과 아일랜드 공화주의의 본래 투쟁상대라고 할 수 있는 영국 군경과 왕당파 준군사조직원은 각각 2명밖에 죽이지 못했다.
IPLO는 아일랜드 공화주의 준군사조직들 중 가장 종파주의적인 조직이었고, 개신교계 민간인들에 대한 공격도 종종 단행했다. 1987년 IPLO는 천주교계 주민의 인종청소를 주장하던 왕당파 정치인 조지 시라이트를 암살했다. 1989년 오렌지크로스 사교클럽 총격 사건에서 붉은 손 특공대 단원 한 명을 죽이고 민간인 여러 명에게 부상을 입혔다. 또 섕킬 로 총격전에서 얼스터 방위협회 회원 해리 워드를 죽였다. 1991년 12월 31일에는 도니걸암스 총격사건으로 개신교계 민간인 두 명을 또 죽였다. 1992년 5월 5일에는 66세의 개신교계 민간인 윌리엄 서전트(William Sergeant)를 죽였다.
IPLO는 각종 불법 약물, 특히 엑스터시 거래에 연루되었다는 의심을 받았다. 또 IPLO 벨파스트 연대 소속 단원들 몇몇은 1990년 노스다운스에서 한 여성을 윤간하기도 했다. 이 지경이 되자 조직원 대부분이 아일랜드 공화주의 운동의 최대 조직인 PIRA의 눈 밖에 났고 IPLO 조직의 미래는 불투명해졌다. IPLO의 중간간부 새미 워드(Sammy Ward)는 벨파스트 IPLO가 심하게 분열되자 일부 조직원을 이끌고 탈퇴, 새 살림을 차렸다. 워드의 파벌은 나머지 IPLO를 공격했다. IPLO의 내부 분열은 지미 브라운이 1992년 8월 18일 벨파스트 서부에서 총에 맞아 죽으면서 사건으로 절정에 달한다. 그 결과 양 파벌은 각기 "벨파스트 여단"(워드의 파벌)과 "육군평의회"(브라운의 파벌)로 찢어졌다. 벨파스트 여단은 육군평의회 소속의 21세 휴 맥키번(Hugh McKibbon)을 죽였는데, 맥키번은 북아일랜드 분쟁의 3000번째 사망자였다. IPLO의 비판자들은 이 내분을 돈과 마약을 둘러싼 이권다툼 때문이라고 했다.

## 전개
PIRA는 IPLO가 분열되기 전 지도자인 지미 브라운과 호의적 관계를 유지하고 있었다. 그 브라운이 죽자 PIRA는 즉시 IPLO를 정리할 움직임을 시작했다.
PIRA는 IPLO 벨파스트 여단의 비행들이 자신들의 대의에 먹칠을 한다고 여겼고 그들의 씨를 말리기로 결정한다. 작전 실행일은 1992년 10월 31일. IPLO 벨파스트 여단 지도자 새미 워드가 쇼트스트랜드에서 사살되었고, 동시에 IPLO 단원들을 색출하기 위해 벨파스트 서부의 선술집, 클럽들에 대한 대대적 공격이 가해졌다. 여기서 발견되지 않은 IPLO 단원들은 자택에서 끌려나왔다. PIRA는 IPLO 단원들의 무릎에 총을 쏘아 불구로 만들고 죽기 싫으면 이 나라를 떠나라고 했다.
100여명이 동원된 PIRA의 작전행동은 IPLO의 양 파벌을 모두 놀라게 했다. 영국 군경 역시 PIRA가 이렇게 큰 규모의 숙청을 불과 몇 시간 안에 세련되게 성공해내면서 자신들은 아무런 사상자도 발생하지 않을 능력이 있음을 믿기 힘들어했다. 1992년 11월 2일 IPLO 벨파스트 여단의 2인자가 공식적으로 PIRA 벨파스트 여단에게 항복했고 조직은 해체되었다.

## 결과
PIRA는 벨파스트 밖에서는 IPLO에 대한 공격을 단행하지 않았고, 데리, 뉴리, 아마의 IPLO는 벨파스트 IPLO의 마약 거래에 반대했다며 용서할 수 있다고 발표했다. 더블린에서는 PIRA가 IPLO 참모총장의 처벌을 유예해 주는 대가로 IPLO가 발리버에 숨겨둔 무기들을 넘겨받았다.
11월 7일 IPLO 육군평의회도 PIRA에게 공식적으로 항복하면서 IPLO는 완전히 해산당한다.
IPLO 단원 일부는 INLA로 되돌아갔다. INLA에 재합류한 단원 중 크립 맥윌리엄스는 1997년 12월 매이즈 교도소에서 왕당파 의용군(LVF) 대장 빌리 라이트를 암살했다.
장검의 밤 사건 17년 전인 1975년에도 PIRA는 아일랜드 공화국군 공식파(OIRA)를 공격하며 내부 헤게모니 투쟁을 벌인 바 있다. 1970년대의 OIRA는 1990년대의 IPLO와는 비교가 힘들 정도로 강력한 세력이었지만 PIRA가 심각한 피해를 입으면서도 결국 우위를 점했다.

## 참고 자료
- Jack Holland, Henry McDonald, INLA – Deadly Divisions'
- CAIN project  보관됨 2016-03-24 - 웨이백 머신